# Сакура (каталог марок)
«Са́кура» (яп. さくら) — каталог почтовых марок Японии «Сакура» (яп. さくら日本切手カタログ), издающийся с 1967 года. Назван в честь одного из символов японской культуры — цветка сакуры (яп. 桜). Первый в мире полноцветный каталог почтовых марок (сразу с 1-го издания 1967 года).
С первого издания 1967 года каталог «Сакура» «Сакурой» не назывался. Только с 1979 года каталог стал называться «Каталог почтовых марок Японии „Сакура“» сначала по-английски: англ. Sakura Catalogue of Japanese Stamps, а через 13 лет с 1992 года и по-японски: яп. さくら日本切手カタログ(см. таблицу[^]).

## Описание

### История каталога

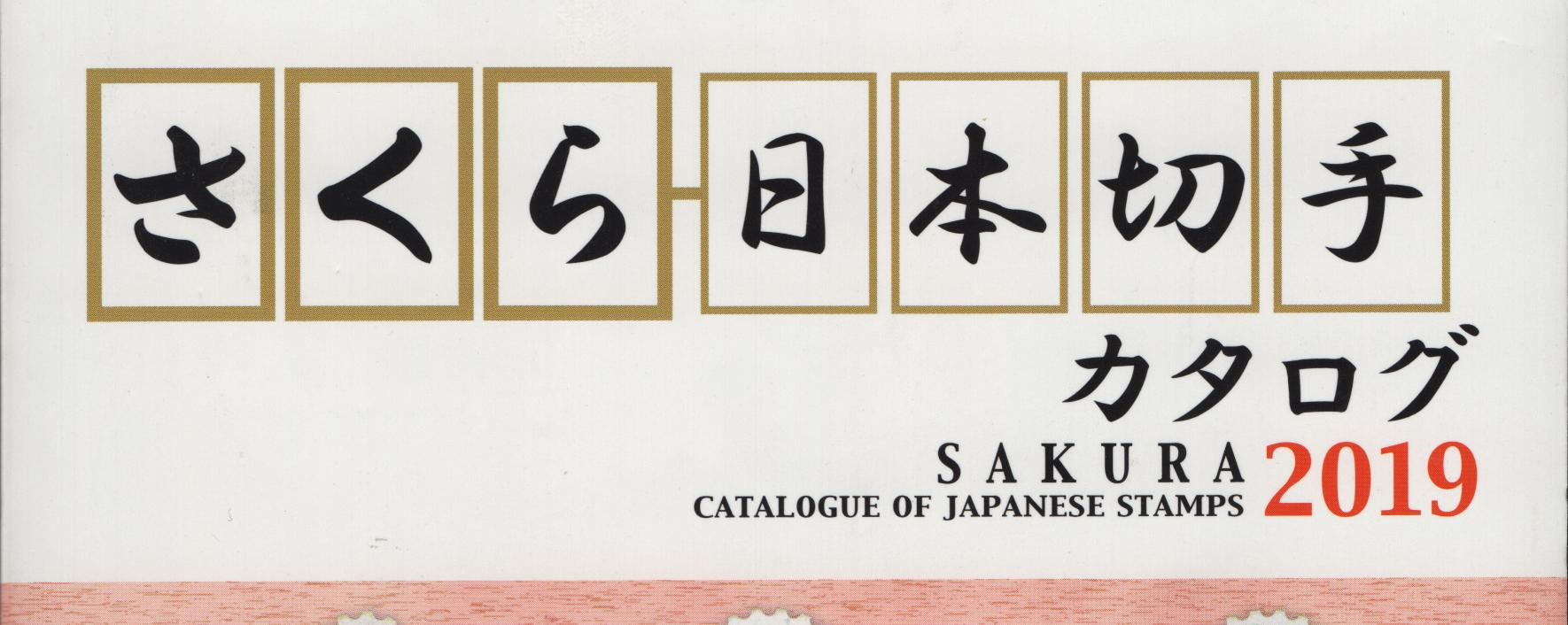
Верхняя часть 1-й страницы обложки каталога марок «Сакура 2019» (20.04.2018)

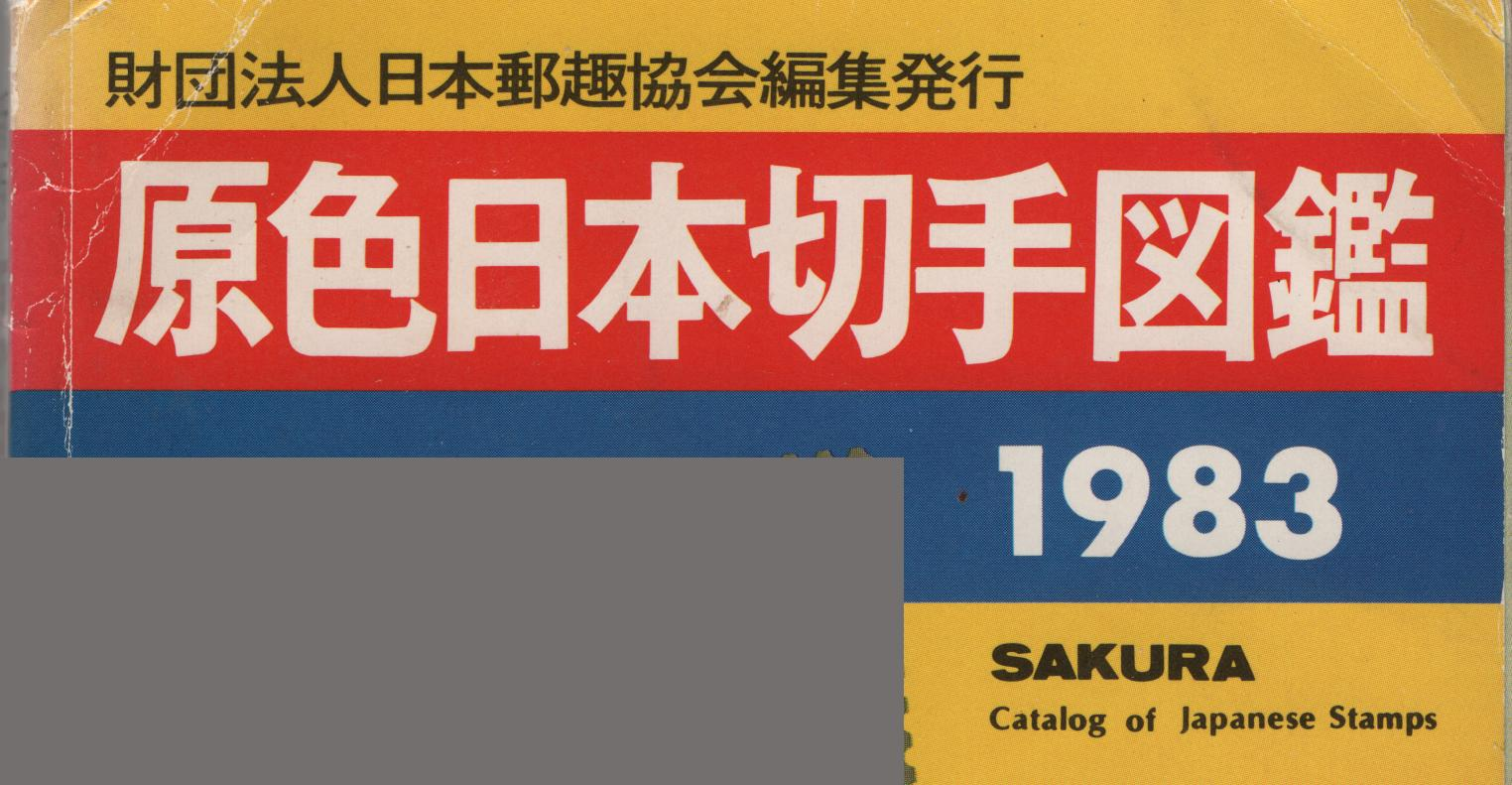
Верхняя часть 1-й страницы обложки каталога марок «Сакура 1983» (05.09.1982)

«Сакура» — первый полноцветный иллюстрированный каталог почтовых марок Японии (и первый цветной каталог почтовых марок в мире). Первое издание вышло 1 октября 1967 года. Этот каталог признан самым достоверным и популярным изданием в Японии. С 1967 года по 1979 год выдержал пятнадцать изданий в общем количестве более 4,5 миллионов экземпляров. С выходом в 1993 году 29-го издания общий тираж превысил 6 миллионов. Каталог является прекрасным дополнением к «Специализированному каталогу почтовых марок Японии» того же издателя — Филателистического общества Японии. Все каталоги «Сакура» наполнены рекламой. В последних изданиях имеется даже оглавление рекламных объявлений. Этим каталог отличается от специализированного каталога, в котором очень мало рекламы (только на семи из восьми страниц обложки и на трёх вклеенных жёлтых листах в 2002 г.).
С каталога 1967 (1967.10.01, 1‑е издание) вплоть до каталога 1992 (1991.04.18, 27‑е издание) включительно книга называлась по-японски «Полноцветный иллюстрированный каталог почтовых марок Японии» (яп. 原色日本切手図鑑). Затем, чтобы отличаться от других японских каталогов почти с таким же названием, издание получило фирменное наименование «Сакура». Начиная с каталога 1993 (1992.04.20, 28‑е издание) и по нынешнее время — это «Каталог почтовых марок Японии „Сакура“» (яп. さくら日本切手カタログ). С этого же каталога 1993 месяц и день издания всегда 20 апреля.
Фирменное английское наименование «Сакура» каталог получил даже раньше японского по той же причине совпадения с названиями других каталогов. С каталога 1967 до каталога 1979 каталог назывался по-английски так же, как и по-японски: «Цветной иллюстрированный каталог почтовых марок Японии» (англ. Japanese Stamps Catalogue Illustrated in Colours). Причем английское название на первой странице обложки обложке указано не было. Английское наименование «Сакура» появилось, начиная с каталога 1980: «Каталог почтовых марок Японии „Сакура“» (англ. Sakura Catalog of Japanese Stamps), причем сразу на первой странице обложки. Начиная с каталога «Сакура 2004» (20.04.2003, 39‑е издание) это название слегка изменилось: «Sakura Catalogue of Japanese Stamps».
Эти сведения удобно представить в виде таблицы.
| Названия                                                                           | Названия | Годы      |
| Японское                                                                           | Английское | Годы      |
| ---------------------------------------------------------------------------------- | --- | --------- |
| Полноцветный иллюстрированный каталог почтовых марок Японии (яп. 原色日本切手図鑑) | Цветной иллюстрированный каталог почтовых марок Японии (англ. Japanese Stamps Catalogue Illustrated in Colours) | 1967—1978 |
| — // —                                                                             | Каталог почтовых марок Японии «Сакура» (англ. Sakura Catalog of Japanese Stamps)                                | 1979—1991 |
| Каталог почтовых марок Японии «Сакура» (яп. さくら日本切手カタログ)                | — // — | 1992—2003 |
| — // —                                                                             | Каталог почтовых марок Японии «Сакура» (англ. Sakura Catalogue of Japanese Stamps)                              | 2004—     |

Первоначально каталог имел размер японского формата B6 (128 x 182 мм). Окончательно международный формат А5 (148 × 210 мм) каталог получил в 1986 году. Каталог «Сакура» издавался в трёх разных форматах, размещённых в таблице по годам:
| Формат                                        | Годы                 |
| Японский формат B6 (128 × 182 мм)             | 1967—1968, 1979—1985 |
| Международный формат А5 (148 × 210 мм)        | 1969—1973, 1986—     |
| Нестандартный карманный формат (118 × 148 мм) | 1974—1978            |
| --------------------------------------------- | -------------------- |

Выходя один раз в год (кроме первых двух номеров, появившихся в 1967 году), каталог «Сакура» всегда имеет фактический год издания на единицу меньше указанного на первой странице обложки (кроме первого издания «Сакура 1967»).

### Структура каталога
Структура каталога определяется через его оглавление. Особенностью японских каталогов почтовых марок является то, что они имеют очень много тематических разделов. И только внутри тематических разделов описания выпусков почтовых марок располагаются в хронологическом порядке. Тематические разделы располагаются в каталоге в некотором тематическом порядке, который может меняться от каталога к каталогу. Более мелкие разделы могут быть разбросаны по более крупному, что приводит к нарушению хронологического порядка и, как следствие, номера марок перемешиваются, структура каталога «Сакура» очень сложная. Некоторые из тематических разделов стали разделами верхнего уровня в оглавлении каталога — это основные разделы. Каждый основной раздел имеет свой цвет, начиная с «Сакуры 1986».
Каталог «Сакура» первоначально содержал подробные описания большинства почтовых марок Японии. Максимальное количество основных разделов — десять — имеют только восемь изданий. В дальнейшем для сохранения сравнительно небольшого объема каталога количество основных тематических разделов с новыми изданиями постепенно уменьшалось и окончательно свелось к минимуму из шести в «Сакуре 2016». Оставшиеся шесть основных разделов имеют следующие цвета:
- синий — Коммеморативы и специальные выпуски;
- розовый — Поздравительные выпуски;
- голубой — Выпуски префектур;
- салатовый — Национальные парки;
- фиолетовый — Новогодние выпуски;
- зелёный — Дефинитивы (стандартные выпуски)[9][10][11][12][13].

Такое сокращение стало возможно благодаря тому, что существуют три устаревших основных раздела, которые больше не пополняются выпуском новых марок (например, Окинава). Кроме того, последним был сокращен основной раздел Цельные вещи, даже несмотря на то что этот раздел постоянно пополняется. Четыре сокращенных раздела имеют следующие цвета:
- жёлтый — Военные выпуски. Почта за границей. Разное;
- розовый — Окинава (Рюкю);
- оранжевый — Маньчжурия. Японские оккупационные выпуски (фрагменты);
- красный — Цельные вещи.

В последних изданиях также сокращены, по сравнению с более старыми, сами описания почтовых марок.
Ещё одна особенность японских каталогов почтовых марок — специальные именования многочисленных серий марок, особенно в последние годы. Эти серии обычно продолжаются по нескольку лет и входят в структуру каталогов и оглавления. В этом смысле основные разделы каталогов можно рассматривать как своеобразные суперсерии.
Наличие многолетних серий приводит к тому, что каждое издание японских каталогов перевёрстывается заново, старые материалы, входящие в новое издание, меняют свою форму. Например, названия серий могут несущественно изменяться, дополняться, появляются новые выпуски последних серий, появляются повторные серии со старыми названиями. Особенно это относится к каталогу «Сакура», который сокращает старые описания. Кроме того, во многих каталогах «Сакура» присутствуют небольшие дополнительные разделы, меняющиеся от издания к изданию. Если дополнительный раздел относится к какому-нибудь основному, то он имеет цвет этого основного раздела, естественно, в тех изданиях каталога «Сакура», где основные разделы уже получили свои цвета.
При дальнейших описаниях структуры каталога «Сакура» приведены как японские, так и английские названия разделов и серий, взятые из этого каталога. Основные разделы и их подразделы окрашены в свои цвета. Иногда при отсутствии в каталоге «Сакура» английского перевода он может быть взят из специального каталога, такой перевод заключён в угловые скобки. Совсем отсутствующий в японских каталогах перевод на английский язык заключён в квадратные скобки. Исправлены очень немногочисленные опечатки в английском языке каталогов.

### Динамика разделов каталога
По мере выхода новых редакций каталога «Сакура» одни основные разделы появлялись, другие пропадали. В таблице показана динамика основных разделов каталога «Сакура» по годам. Обозначения:
- соответствующий раздел есть +;
- соответствующего раздела нет —.

В таблице использованы следующие сокращения:
- Комм. — Коммеморативы и специальные выпуски;
- Поздр. — Поздравительные выпуски;
- Преф. — Выпуски префектур;
- Парки — Национальные парки;
- НГ — Новогодние выпуски;
- Дефин. — Дефинитивы;
- Разное — Военные выпуски. Японская почта за границей. Разное;
- Рюкю — Окинава;
- Оккуп. — Маньчжурия. Японские оккупационные выпуски;
- Вещи — Цельные вещи.

| Год  | Комм. | Поздр. | Преф. | Парки | НГ | Дефин. | Разное | Рюкю | Оккуп. | Вещи |
| 2018 | +     | +      | +     | +     | +  | +      | —      | —    | —      | —    |
| 2017 | +     | +      | +     | +     | +  | +      | —      | —    | —      | —    |
| 2016 | +     | +      | +     | +     | +  | +      | —      | —    | —      | —    |
| 2015 | +     | +      | +     | +     | +  | +      | —      | —    | —      | —    |
| 2014 | +     | +      | +     | +     | +  | +      | —      | —    | —      | +    |
| 2013 | +     | +      | +     | +     | +  | +      | —      | +    | —      | +    |
| 2012 | +     | +      | +     | +     | +  | +      | +      | +    | +      | +    |
| ---- | ----- | ------ | ----- | ----- | -- | ------ | ------ | ---- | ------ | ---- |
| —»—  |       |        |       |       |    |        |        |      |        |      |
| 1995 | +     | +      | +     | +     | +  | +      | +      | +    | +      | +    |
| 1994 | +     | —      | +     | +     | +  | +      | +      | +    | +      | +    |
| —"—  |       |        |       |       |    |        |        |      |        |      |
| 1989 | +     | —      | +     | +     | +  | +      | +      | +    | +      | +    |
| 1988 | +     | —      | —     | +     | +  | +      | +      | +    | +      | +    |
| —"—  |       |        |       |       |    |        |        |      |        |      |
| 1983 | +     | —      | —     | +     | +  | +      | +      | +    | +      | +    |

Каталог «Сакура» стал издаваться довольно поздно, в 1967 году, поэтому наличие или отсутствие некоторых основных разделов не связано с временем выхода выпусков основных разделов, за исключением двух случаев:
- 1889 год: появление выпусков префектур и соответствующего раздела каталога;
- 1995 год: появление поздравительных выпусков и соответствующего раздела каталога.

В следующей таблице показаны годы выпусков японских марок по основным разделам (более подробную информацию см. ниже, а также при описании специального каталога).
| Комм. | Поздр. | Преф. | Парки     | НГ    | Дефин. | Разное    | Рюкю      | Оккуп.    | Вещи  |
| 1894– | 1995–  | 1989– | 1936–1974 | 1935– | 1871–  | 1871–1948 | 1948–1972 | 1932–1945 | 1873– |
| ----- | ------ | ----- | --------- | ----- | ------ | --------- | --------- | --------- | ----- |

### Нумерация каталога
Нумерация марок в каталоге «Сакура» далеко не сплошная. Именно с помощью префиксов каталожных номеров и определяется истинная структура каталога. Каждый тематический раздел имеет свой оригинальный латинский или цифро-латинский префикс номера. Далее приведена таблица префиксов нумерации каталога «Сакура» (более полные сведения можно найти при описании специального каталога, имеющего такие же префиксы). Префиксов нет у всех разделов, не вошедших в таблицу.
В каждом основном разделе может встретиться как только один, так и несколько префиксов (например, номера без префикса и с префиксом U присутствуют в нескольких основных разделах). Префикс PP встречается два раза в разных по тематике разделах: посылочная почтовая карточка и почтовая предоплата. Одинаковое краткое японское название яп. ふみカード у двух разных префиксов: почтовая предоплата PP и Карта предоплаты (Фуми карта) JPP. Строка с описанием префикса окрашена в цвет основного раздела, если этот префикс встречается только в этом основном разделе.
| Пре- фикс                                                    | Название префикса (от раздела каталога) |
| ------------------------------------------------------------ | --- |
| Марки (яп. 切手, англ. Stamps)                               | |
| C                                                            | Коммеморатив или специальный выпуск (яп. 記念・特殊切手, англ. Commemorative Stamp)                                                            |
| U                                                            | Невыпущенная марка (яп. 不発行切手, англ. Unissued)                                                                                            |
| CP                                                           | Лист коммеморативной марочной тетрадки (яп. 記念切手帳ぺーン, англ. Commemorative Booklet Pane)                                                |
| CB                                                           | Коммеморативная марочная тетрадка (яп. 記念切手帳, англ. Commemorative Booklet)                                                                |
| G                                                            | Поздравительный выпуск (яп. グリーティング切手, англ. Greetings Stamps)                                                                        |
| GR                                                           | Поздравительный выпуск (региональная версия) (яп. グリーティング切手（地方版）, англ. Greetings Stamps (regional version))                     |
| R                                                            | Выпуск префектуры (яп. ふるさと切手, англ. Furusato Stamp (Prefectural Issue))                                                                 |
| P                                                            | Национальный парк (яп. 公園切手, англ. National Park Stamp)                                                                                    |
| N                                                            | Новогодняя марка (яп. 年賀切手, англ. New Year's Greeting Stamp)                                                                               |
| BP                                                           | Лист марочной тетрадки (яп. 切手帳ぺーン, англ. Booklet Pane)                                                                                  |
| T                                                            | Выпуск Тайваня (яп. 台湾地方切手, англ. Taiwan Local Issue)                                                                                    |
| PH                                                           | Марка с фотографией, марка в рамке (яп. 写真付き切手・フレーム切手, англ. P-Stamp, Frame Stamp)                                                |
| A                                                            | Авиапочтовая марка (яп. 航空切手, англ. Air Mail Stamp)                                                                                        |
| B                                                            | Марочная тетрадка (яп. 切手帳, англ. Booklet)                                                                                                  |
| M                                                            | Военный выпуск (яп. 軍事切手, англ. Military Franchise Issue)                                                                                  |
| MP                                                           | Военный выпуск Циндао (яп. 青島軍事, англ. Qingdao Military Franchise Issue)                                                                   |
| OK                                                           | Корея (яп. 在朝鮮局, англ. Korea, I.J.P.O.) |
| OC                                                           | Китай (яп. 在中国局, англ. China, I.J.P.O.) |
| OBP                                                          | Китай. Лист марочной тетрадки (яп. 中国切手帳ぺーン, англ. China. Booklet Pane)                                                                |
| S                                                            | Почтово-сберегательная марка (яп. 郵便貯金切手, англ. Postal Saving Stamp)                                                                     |
| E                                                            | Избирательная марка (яп. 選挙切手, англ. Election Stamp)                                                                                       |
| TE                                                           | Телеграфная марка (яп. 電信切手, англ. Telegram Stamp)                                                                                         |
| H                                                            | Срочная доставка (при крайней необходимости) (яп. 飛信逓送切手, англ. Oficial Urgent Stamp)                                                    |
| 1L                                                           | Сельскохозяйственная марка (яп. 村送切手, англ. Tosa Local Stamp)                                                                              |
| 2L                                                           | Марка Сатерленда (яп. サザーランド切手, англ. Sutherland Stamp)                                                                                |
| 3L                                                           | Марка военнопленных лагеря Бандо (яп. 板東収容所切手, англ. BANDO P.O.W. Stamp)                                                                |
| O                                                            | Оккупационные силы британского содружества (яп. 日本占領イギリス連邦軍切手, англ. British Forces Occupation Issue)                             |
| D                                                            | Экспресс-почта (яп. 速達切手, англ. Special Delivery)                                                                                          |
| 2B                                                           | Бирма (яп. ビルマ, англ. Burma) |
| 2J                                                           | Ява (яп. ジャワ, англ. Java) |
| 11N                                                          | Японское военное управление территориями (яп. 海軍担当地区, англ. Japanese Naval Control Area)                                                 |
| 15S                                                          | Суматра (яп. スマトラ, англ. Sumatra) |
| 9M                                                           | Малайя (яп. マライ, англ. Malaya) |
| 6C〜8C                                                       | Японская оккупация Китая (яп. 中国占領地域切手, англ. China (Japanese Occupation))                                                             |
| Цельные вещи (яп. ステーショナリー, англ. Postal Stationery) | |
| PC                                                           | Маркированная почтовая карточка (яп. 普通はがき, англ. Postal Card)                                                                            |
| FC                                                           | Международная почтовая карточка (яп. 外信用はがき, англ. International Mail Postal Card)                                                       |
| CC                                                           | Коммеморативная почтовая карточка (яп. 記念・特殊はがき, англ. Commemorative Postal Card)                                                      |
| NC                                                           | Новогодняя почтовая карточка (яп. 年賀はがき, англ. New Year's Postal Card)                                                                    |
| SG                                                           | Сезонная поздравительная почтовая карточка (яп. 季節見舞はがき, англ. Season Greeting Postal Card)                                             |
| BC                                                           | Почтовая карточка Синей птицы (яп. 青い鳥はがき, англ. Blue Bird Postal Card)                                                                  |
| HC                                                           | Почта сердца (яп. はあとめーる, англ. Heart Mail)                                                                                              |
| SE                                                           | Маркированный конверт (яп. 切手つき封筒, англ. Stamped Envelope)                                                                               |
| LS                                                           | Почтовый лист (яп. 封緘はがき, англ. Letter Sheet)                                                                                             |
| AR                                                           | Аэрограмма (яп. 航空書簡, англ. Aerogram) |
| PP                                                           | Посылочная почтовая карточка (яп. 小包はがき, англ. Card for Parcel Post)                                                                      |
| WR                                                           | Бандероль (яп. 郵便帯紙, англ. Wrapper) |
| OS                                                           | Офисная почта (яп. 事務用はがき, англ. For Official Mail)                                                                                      |
| OW                                                           | Прогноз погоды (яп. 気象報告帯紙, англ. Weather Report)                                                                                        |
| MC                                                           | Полевая почта (яп. 軍事郵便はがき, англ. For Military Post)                                                                                    |
| ZC                                                           | Китай (яп. 在中国局, англ. China) |
| ZK                                                           | Издательство Канто (Южно-Маньчжурская железная дорога) (яп. 関東庁発行, англ. South Manchuria Railway Zone)                                    |
| LF                                                           | Провизорий Тайваня (яп. 台湾総督府発行, англ. Taiwan Provisional Issue)                                                                        |
| LK                                                           | Провизорий Кореи (яп. 朝鮮総督府発行, англ. Korean Provisional Issue)                                                                          |
| PP                                                           | Почтовая предоплата (яп. ふみ力ード, англ. Pre-Paid Card for Postage)                                                                          |
| JUP                                                          | Оригинальный филателистический материал Филателистического общества Японии (яп. JPS郵便活動マテリアル, англ. JPS Original Philatelic Material) |
| JEC                                                          | Эхо-карточка (реклама) (яп. エコーはがき, англ. [Postal Cards with Advertisements])                                                            |
| JPP                                                          | Карта предоплаты (Фуми карта) (яп. ふみカード, англ. [Stored-Value Cards (Fumi Cards)])                                                        |

### Структура каталога по разделам и префиксам
Самая простая структура каталога «Сакура» — это просто список разделов, полная структура — список разделов со всеми сериями. В таблице ниже показана упрощенная «средняя» структура каталога «Сакура», состоящая только из разделов и используемых в них префиксов. В самом каталоге эта структура сложнее. Например, выпуски листов марочных тетрадок не выделены в один раздел, а разбросаны по тем разделам, где они выпускались.
Диапазон номеров после префиксов взят в скобки, чтобы префиксы (в состав которых могут входить цифры) не путались с номерами, а также для экономии места. Кроме того, названия разделов по возможности сокращены. Строчки таблицы с разделами имеют цвет того основного раздела, к которому относятся. Поскольку принадлежность разделов теперь понятна, то заголовки основных разделов убраны, даже если они уместны.
У марок с фото и в рамке пропущен первый выпуск 2001 года (см. структуру каталога JSDA по разделам и префиксам).
| Номер                   | Годы      | Название раздела                     |
| C(1—)                   | 1894—     | Коммеморативы                        |
| U(1—4)                  | 1923      | Невыпущенные марки                   |
| CP(1—5, 7—29)           | 1954—2005 | Листы коммеморативных буклетов       |
| CB(1—30)                | 1954—2005 | Коммеморативные буклеты              |
| G(1—)                   | 1995—     | Поздравительные выпуски              |
| GR(1—)                  | 2015—     | Поздравительные выпуски префектур    |
| R(1—)                   | 1989—     | Выпуски префектур                    |
| P(1—90)                 | 1936—1956 | 1-я серия национальных парков        |
| P(91—142)               | 1962—1974 | 2-я серия национальных парков        |
| P(200—258)              | 1958—1973 | Серия квазинациональных парков       |
| N(1—)                   | 1935—     | Новогодние марки                     |
| 1—219, 221—             | 1871—     | Дефинитивы                           |
| BP(1—47)                | 1906—1994 | Листы буклетов                       |
| T(1—3)                  | 1945      | Выпуск Тайваня                       |
| PH(1—)                  | 2003—     | Марки с фото и в рамке               |
| A(1—37)                 | 1929—1961 | Авиапочтовые марки                   |
| B(1—47)                 | 1906—1994 | Буклеты                              |
| CB(1—30)                | 1954—2005 | Коммеморативные буклеты              |
| M(1—6)                  | 1910—1933 | Военный выпуск                       |
| MP1                     | 1921      | Военный выпуск Циндао                |
| OK(1—15)                | 1900      | Корея                                |
| OC(1—49)                | 1900—1919 | Китай                                |
| OBP(1—11)               | 1907—1914 | Китай. Листы буклетов                |
| S1                      | 1941      | Почтово-сберегательная марка         |
| E1                      | 1948      | Избирательная марка                  |
| TE(1—10)                | 1885      | Телеграфные марки                    |
| H(1—4)                  | 1874      | Срочная доставка                     |
| 1L(1—8)                 | 1872      | Сельскохозяйственная марки           |
| 2L(1—2)                 | 1871      | Марки Сатерленда                     |
| 3L(1—2)                 | 1918      | Марки военнопленных                  |
| O(1—7)                  | 1946—1947 | Британское содружество               |
| 1—228                   | 1948—1972 | Окинава (Рюкю)                       |
| A(1—30)                 | 1950—1963 | Авиапочтовые марки                   |
| D1                      | 1950      | Экспресс-почта                       |
| U(1—3)                  | 1961—1971 | Невыпущенные марки                   |
| — (20 шт.), 1—159       | 1932—1945 | Маньчжурия                           |
| BP(1—6)                 | 1935—1937 | Листы буклетов                       |
| S(1—2)                  | 1941      | Почтово-сберегательные марки         |
| U(1—4)                  | 1945      | Невыпущенные марки                   |
| B(1—6)                  | 1935—1937 | Буклеты                              |
| 2B(11—13, 39—54, 61—84) | 1942—1944 | Бирма                                |
| 2J(1—14)                | 1943—1944 | Ява                                  |
| 11N(1—11)               | 1943      | Японское военное управление          |
| 15S(1—12)               | 1943      | Суматра                              |
| 9M(1—14)                | 1943—1944 | Малайя                               |
| 12—30, 32—42, 45—47     | 1943—1945 | Филиппины                            |
| 95—96                   | 1943—1944 | Северное Борнео                      |
| 21—23                   | 1945      | Гонконг                              |
| 6C(116—119, 132—142)    | 1944—1945 | Северный Китай                       |
| 7C(193—199)             | 1943—1944 | Мэнцзян                              |
| 8C(126—135)             | 1944—1945 | Центральный Китай                    |
| PC(1—)                  | 1873—     | Маркированные почтовые карточки (ПК) |
| FC(1—46)                | 1877—1994 | Международные ПК                     |
| CC(1—70)                | 1936—2001 | Коммем. ПК                           |
| NC(1—)                  | 1949—     | Новогодние ПК                        |
| SG(1—)                  | 1950—     | Сезонная поздравительные ПК          |
| BC(1—33)                | 1976—2001 | ПК Синей птицы                       |
| HC(1—)                  | 1991—     | Почта сердца                         |
| — (7 шт.)               | 1981      | Реклама (эхо-карточки)               |
| — (23 шт.)              | 1985—2001 | Худож. ПК                            |
| — (15 шт.)              | 1991—2001 | Худож. ПК префектур                  |
| SE(1—23)                | 1873—1949 | Маркированные конверты               |
| LS(1—)                  | 1900—     | Почтовые листы                       |
| AR(1—29)                | 1949—2010 | Аэрограммы                           |
| PP(1—8)                 | 1951—1981 | Посылочные ПК                        |
| WR(1—5)                 | 1872—1884 | Бандероль                            |
| OS1                     | 1904      | Офисная почта                        |
| OW(1—2)                 | 1883—1890 | Прогноз погоды                       |
| MC(1—5)                 | 1904—1928 | Полевая почта                        |
| ZC(1—12)                | 1910—1918 | Китай                                |
| ZK(1—7)                 | 1926—1933 | Канто                                |
| LF(1—2)                 | 1945      | Провизории Тайваня                   |
| LK1                     | 1945      | Провизорий Кореи                     |
| PP(1—57)                | 1989—1990 | Почтовая предоплата                  |
| JUP(1—31)               | 1986—1989 | Филателистические материалы JPS      |
| JEC1                    | 1996      | Эхо-карточка (реклама)               |
| JPP(1—23)               | 1989—1997 | Карты предоплаты                     |
| 1—127                   | 1950—1974 | Гашения типа «гребень»               |
| ----------------------- | --------- | ------------------------------------ |

## Структура последних изданий каталога по разделам и сериям
Структура последних изданий составлена по каталогу «Сакура 2019».

### Как пользоваться каталогом и оглавление
Как пользоваться каталогом и оглавление (яп. さくら日本切手カタログの使い方・目次, англ. Catalogue Information & Contents)
- Оглавление на японском (яп. 目次)
- Как пользоваться каталогом на японском (яп. さくら日本切手カタログの使い方)
- Как пользоваться каталогом на английском (англ. Catalogue Information for Users)
- Краткое оглавление на английском (англ. [Brief] Contents)

### Коммеморативы и специальные выпуски
Коммеморативы и специальные выпуски (яп. 記念・特殊切手, англ. Commemorative Stamps) (префикс номеров C)
- Предвоенные выпуски (яп. 戦前の記念・特殊切手, англ. Pre-War Issues)
  - Невыпущенные марки (яп. 不発行切手, англ. Unissued) (префикс номеров U)
- Послевоенные (после 1946 года) выпуски (яп. 戦後（1946年以降発行）の記念・特殊切手, англ. Post-War Issues)
  - Деятели культуры. 1-я серия из 18 марок (яп. 1949-52（昭和24-27）第1次文化人切手 全18集, англ. 1st Men of Culture Series)
  - 100 достопримечательностей. 10 выпусков (яп. 1951-53（昭和26-28）観光地百選切手 全10集, англ. Tourist Series)
  - Три пейзажа. Серия из 3 марок (яп. 1960（昭和35）日本三景 全3集, англ. Famous Scenic Trio)
  - Цветы. Серия из 12 марок (яп. 1961(昭和36) 花シリーズ切手 全12集, англ. Flower Series)
  - Олимпийские игры в Токио. 6 выпусков (яп. 1961-64（昭和36-39）オリンピック東京大会募金 全6集, англ. Tokyo Olympic Games)
  - Традиции четырех сезонов. Серия из 4 марок (яп. 1962-63（昭和37-38）年中行事シリーズ 全4集, англ. Season’s Folklore Series)
  - Птицы. Серия из 6 марок (яп. 1963-64（昭和38-39）鳥シリーズ 全6集, англ. Bird Series)
  - Фестивали. Серия из 4 марок (яп. 1964-65（昭和39-40）お祭りシリーズ 全6集, англ. Festival Series)
  - Обитатели моря. Серия из 12 марок (яп. 1966-67（昭和41-42）魚介シリーズ 全12集, англ. Fish Series)
  - Знаменитые сады. Серия из 3 марок (яп. 1966-67（昭和41-42）名園シリーズ 全3集, англ. Famous Gardens Series)
  - Национальные сокровища. 1-я серия из 7 выпусков (яп. 1967-69（昭和42-44）第1次国宝シリーズ 全7集, англ. 1st National Treasure Series)
  - Традиционное японское искусство. Серия из 4 выпусков (яп. 1970-72（昭和45-47）古典芸能シリーズ 全4集, англ. Classic Art Series)
  - Народные сказки. Серия из 7 выпусков (яп. 1973-75（昭和48-50）昔ばなしシリーズ 全7集, англ. Folk Tale Series)
  - Охрана природы. Серия из 5 выпусков (яп. 1974-78（昭和49-53）自然保護シリーズ 全5集, англ. Nature Conservation Series)
  - Паровозы. Серия из 5 выпусков (яп. 1974-75（昭和49-50）SLシリーズ 全5集, англ. Steam Locomotive Series)
  - Суда. Серия из 6 выпусков (яп. 1975-76（昭和50-51）船シリーズ 全6集, англ. Ship Series)
  - Национальные сокровища. 2-я серия из 8 выпусков (яп. 1976-78（昭和51-53）第2次国宝シリーズ 全8集, англ. 2nd National Treasure Series)
  - Сумо в стиле укиё-э. Серия из 5 выпусков (яп. 1978-79（昭和53-54）相撲絵シリーズ 全5集, англ. “Sumo” Ukiyoe (Picture) Series)
  - Современное искусство. Серия из 16 выпусков (яп. 1979-83（昭和54-58）近代美術シリーズ 全16集, англ. Modern Art Series)
  - Японская песня. Серия из 9 выпусков (яп. 1979-81（昭和54-56）日本の歌シリーズ 全9集, англ. Japanese Song Series)
  - Современная архитектура в западном стиле. Серия из 10 выпусков (яп. 1981-84（昭和56-59）近代洋風建築シリーズ 全10集, англ. Modern Western-Style Architecture Series)
  - Вымирающие местные птицы. Серия из 5 выпусков (яп. 1983-84（昭和58-59）特殊鳥類シリーズ 全5集, англ. Endangered Native Bird Series)
  - Альпийские растения. Серия из 7 выпусков (яп. 1984-86（昭和59-61）高山植物シリーズ 全7集, англ. Alpine Plant Series)
  - Традиционные искусства и ремёсла. 1-я серия из 7 выпусков (яп. 1984-86（昭和59-61）第1次伝統的工芸品シリーズ 全7集, англ. 1st Traditional Arts and Crafts Series)
  - Насекомые. Серия из 5 выпусков (яп. 1986-87（昭和61-62）昆虫シリーズ 全5集, англ. Insect Series)
  - По тропинкам севера (путевой дневник Мацуо Басё). Серия из 10 выпусков (яп. 1987-89（昭和62-平成1）奥の細道シリーズ 全10集, англ. Oku no Hosomichi (Matsuo Basho's Diary) Series)
  - Национальные сокровища. 3-я серия из 8 выпусков (яп. 1987-89（昭和62-平成1）第3次国宝シリーズ 全8集, англ. 3rd National Treasure Series)
  - Электровозы. Серия из 5 выпусков (яп. 1990（平成2）電気機関車シリーズ 全5集, англ. Electric Locomotive Series)
  - Лошади и культура. Серия из 5 выпусков (яп. 1990-91（平成2-3）馬と文化シリーズ 全5集, англ. Horse Series)
  - Кабуки. Серия из 6 выпусков (яп. 1991-92（平成3-4）歌舞伎シリーズ 全6集, англ. Kabuki Series)
  - Береговые птицы. Серия из 8 выпусков (яп. 1991-93（平成3-5）水辺の鳥シリーズ 全8集, англ. Water Side Birds Series)
  - Деятели культуры. 2-я серия из 13 выпусков (яп. 1992-2004（平成4-16）第2次文化人切手 全13集, англ. 2nd Men of Culture Series)
  - Цветы четырех сезонов. Серия из 4 выпусков (яп. 1993-94（平成5-6）四季の花シリーズ 全4集, англ. Flowers of Four Seasons Series)
  - История почты и почтовых марок. Серия из 6 выпусков (яп. 1994-96（平成6-8）郵便切手の歩みシリーズ 全6集, англ. History of Japanese Stamp Series)
  - Всемирное наследие. 1-я серия из 4 выпусков (яп. 1994-95（平成6-7）第1次世界遺産シリーズ 全4集, англ. 1st World Heritage Series)
  - 50 лет после войны. Серия из 5 выпусков (яп. 1996-97（平成8-9）戦後50年メモリアルシリーズ 全5集, англ. 50 Postwar Memorable Years Series)
  - Моя любимая песня. Серия из 9 выпусков (яп. 1997-99（平成9-11）わたしの愛唱歌シリーズ 全9集, англ. My Favorite Song Series)
  - Традиционный японский дом. Серия из 5 выпусков (яп. 1997-99（平成9-11）日本の民家シリーズ 全5集, англ. Traditional Japanese House Series)
  - XX век. Серия из 17 выпусков (яп. 1999-2000（平成11-12）20世紀シリーズ 全17集, англ. 20th Century Series)
  - Всемирное наследие. 2-я серия из 11 выпусков (яп. 2001-03（平成13-15）第2次世界遺産シリーズ 全11集, англ. 2nd World Heritage Series)
  - Издано Почтой Японии (яп. 日本郵政公社発行, англ. [Published by Japan Post])
    - 400-летие Сёгуната Эдо. Серия из 3 выпусков (яп. 2003（平成15）江戸開府400年シリーズ 全3集, англ. The 400th Anniversary of the Edo Shogunate)
    - Наука и технология в аниме. Герой и героиня. Серия из 7 выпусков (яп. 2005-13（平成17-25）科学技術とアニメ・ヒーロー・ヒロインシリーズ 全7集, англ. Science and Technology and Animation Series)
    - Аниме. Герой и героиня. Серия из 20 выпусков (яп. 2005-13（平成17-25）アニメ・ヒーロー・ヒロインシリーズ 全20集, англ. Animation Hero and Heroine Series)
    - Всемирное наследие. 3-я серия (яп. 2006-（平成18-）第3次世界遺産シリーズ, англ. 3rd World Heritage Series)

  - Издано Японской почтовой службой (яп. 郵便事業株式会社発行, англ. [Published by Japan Post Service])
    - Созвездия. Серия из 4 выпусков (яп. 2011-13（平成23-25）星座シリーズ 全4集, англ. The Constellation Series)
    - Гармония в природе. Серия из 4 выпусков (яп. 2011-14（平成23-26）自然との共生シリーズ 全4集, англ. Harmony with Nature Series)
    - Горы Японии. Серия из 6 выпусков (яп. 2011-15（平成23-27）日本の山岳シリーズ 全6集, англ. Japanese Mountains Series)
    - Память о сезонах. Серия из 4 выпусков (яп. 2012-14（平成24-26）季節のおもいでシリーズ 全4集, англ. Evocative Memory of Seasons Series)
    - Укиё-э. Серия из 6 выпусков (яп. 2012-17（平成24-29）浮世絵シリーズ 全6集, англ. Ukiyoe Series)
    - Традиционные искусства и ремёсла. 2-я серия из 5 выпусков (яп. 2012-16（平成24-28）第2次伝統的工芸品シリーズ 全5集, англ. 2st Japanese Traditional Craft Series)
    - Всемирное наследие за границей. Серия из 5 выпусков (яп. 2013-15（平成25-27）海外の世界遺産シリーズ 全5集, англ. Overseas World Heritage Series)
    - Овощи и фрукты. Серия из 6 выпусков (яп. 2013-16（平成25-28）野菜とくだものシリーズ 全6集, англ. Vegetable & Fruits Series)
    - Приятные животные. Серия из 3 выпусков (яп. 2013-15（平成25-27）ほっとする動物 全3集, англ. Heartwarming Animal Scene Series)
    - Железные дороги. Серия (яп. 2013-（平成25-）鉄道, англ. Railroad Series)
    - Японские замки. Серия из 6 выпусков (яп. 2013-16（平成25-28）日本の城シリーズ 全6集, англ. Japanese Castle Series)
    - Цветы омотэнаси (гостеприимства). Серия (яп. 2014-（平成26-）おもてなしの花シリーズ, англ. “Omotenashi” (Hospitality) Flowers Series)
    - Звездные истории (моногатари). Серия из 5 выпусков (яп. 2014-17（平成26-29）星の物語シリーズ 全5集, англ. Tales from Stars Series)
    - Сокровища Сёсоин. Серия из 3 выпусков (яп. 2014-16（平成26-28）正倉院の宝物シリーズ 全3集, англ. The Treasures of the Shoso-in Series)
    - Ностальгия по изображениям детей. Серия из 4 выпусков (яп. 2015-16（平成27-28）童画のノスタルジーシリーズ 全4集, англ. Nostalgia of Pictures for Children Series)
    - Животные-фамилиары. Серия из 5 выпусков (яп. 2015-18（平成27-30）身近な動物シリーズ 全5集, англ. Familiar Animal Series)
    - Японская культура питания. Серия (яп. 2015-（平成27-）和の食文化シリーズ, англ. Traditional Dietary Culture of Japan Series)
    - Ночная Япония. Серия (яп. 2015-（平成27-）日本の夜景シリーズ, англ. Japanese Night View Series)
    - Японская архитектура. Серия из 3 выпусков (яп. 2016-18（平成28-30）日本の建築シリーズ 全3集, англ. Japanese Architecture Series)
    - Японский дизайн. Серия из 4 выпусков (яп. 2016-18（平成28-30）和の文様シリーズ 全4集, англ. Traditional Japanese Design Series)
    - Мое путешествие. Серия (яп. 2016-（平成28-）My旅シリーズ, англ. My Journey Stamps Series)
    - Памятники природы. Серия (яп. 2016-（平成28-）天然記念物シリーズ, англ. Natural Monument Series)
    - Жизнь моря. Серия (яп. 2017-（平成29-）海のいきものシリーズ, англ. Sea Life Series)
    - Традиционные цвета. Серия (яп. 2017-（平成29-）伝統色シリーズ, англ. Japanese Traditional Color Series)
    - Дары леса. Серия (яп. 2017-（平成29-）森の贈リものシリーズ, англ. Gifts from the Forest Series)
    - Мир книжек с картинками. Серия (яп. 2017-（平成29-）絵本の世界シリーズ, англ. The World of Children’s Picture Book Series)
    - Мир астрономии. Серия (яп. 2018-（平成30-）天体シリーズ, англ. Astronomical World Series)

### Поздравительные выпуски
Поздравительные выпуски (яп. グリーティング切手, англ. Greetings Stamps) (префикс номеров G)
- Издано Почтой Японии (яп. 日本郵政公社発行, англ. [Published by Japan Post])
  - Знаки китайского зодиака. Серия из 12 выпусков (яп. 2004-2015（平成16-27）干支文字切手 全12集, англ. Chinese Zodiac Sign Series)
- Издано Японской почтовой службой (яп. 郵便事業株式会社発行, англ. [Published by Japan Post Service])
- Издано Японской почтовой компанией (яп. 日本郵便株式会社発行, англ. [Published by Japan Post Co., Ltd.])
  - Привет, киска (региональная версия) (яп. 2015（平成27）グリーティングハローキティ（地方版）, англ. [Hello Kitty (regional version)]) (префикс номеров GR)

### Выпуски префектур
Выпуски префектур (яп. ふるさと切手, англ. Furusato Stamps (Prefectural Issues)) (префикс номеров R)
- Цветы 47 префектур. Серия из 47 марок (яп. 1990（平成2）.4.27. 47都道府県の花, англ. Prefectural Flowers)
- Издано Почтой Японии (яп. 日本郵政公社発行, англ. [Published by Japan Post])
- Издано Японской почтовой службой (яп. 郵便事業株式会社発行, англ. [Published by Japan Post Service])
  - Префектуры в моем сердце. Серия из 10 выпусков (яп. 2008-11（平成20-23）ふるさと心の風景 全10集, англ. Hometowns-Scenes in My Heart Series)
  - Цветы префектур. Серия из 10 выпусков (яп. 2008-11（平成20-23）ふるさとの花 全10集, англ. Flowers of the Hometown Series)
  - 60-летие закона о местном самоуправлении. Серия из 47 выпусков (яп. 2008-16（平成20-28）地方自治法施行60周年シリーズ 全47集, англ. 60th Anniversary of Local Government Law)
  - Фестивали в префектурах. Серия из 10 выпусков (яп. 2008-13（平成20-25）ふるさとの祭シリーズ 全10集, англ. Festivals of the Hometown Series)
  - Вид префектур. Серия из 18 выпусков (яп. 2008-13（平成20-25）旅の風景シリーズ 全18集, англ. Travel Scenes Series)
  - Цветы времен года. Серия из 8 выпусков (яп. 2011-13（平成23-25）季節の花シリーズ 全8集, англ. Seasonal Flowers Series)
  - Лесоразведение (озеленение). Серия (яп. 2008-（平成20-）国土緑化, англ. Afforestation [(Greening)])
  - Виды Эдо, связанные со стилем укиё-э. Серия из 5 выпусков (яп. 2007-11（平成19-23）江戸名所と粋の浮世絵シリーズ 全5集, англ. Edo famous places and neat Ukiyoe Series)
  - Национальные спортивные соревнования. Серия (яп. 2008-（平成20-）国民体育大会, англ. National Athletic Meets)
  - Почтовые выпуски префектур, кроме серий (яп. シリーズ以外のふるさと切手, англ. [Furusato Stamps (Prefectural Issue), except the series])

### Национальные парки
Национальные парки (яп. 公園切手, англ. National Park Stamps) (префикс номеров P)
- 1-я серия национальных парков (яп. 1936-56（昭和11-31）第1次国立公園切手, англ. 1st National Park Series)
- 2-я серия национальных парков (яп. 1962-74（昭和37-49）第2次国立公園切手, англ. 2nd National Park Series)
- Серия квазинациональных парков (яп. 1958-73（昭和33-48）国定公園切手, англ. Quasi-National Park Series)

### Новогодние марки
Новогодние марки (яп. 年賀切手, англ. New Year's Greeting Stamps) (префикс номеров N)
- Издано Почтой Японии (яп. 日本郵政公社発行, англ. [Published by Japan Post])
- Издано Японской почтовой службой (яп. 郵便事業株式会社発行, англ. [Published by Japan Post Service])
- Издано Японской почтовой компанией (яп. 日本郵便株式会社発行, англ. [Published by Japan Post Co., Ltd.])

### Дефинитивы
Дефинитивы (яп. 普通切手, англ. Definitives) (номера без префикса)
- Ручная гравировка (яп. 1871-76（明治4-9）手彫切手, англ. Etched Stamps)
  - I. Драконы (яп. I 龍切手, англ. I. Dragon Series)
  - II. Сакура (японская бумага) (яп. II. 桜切手(和紙), англ. II Cherry Blossom Series, Native Paper)
  - III. Сакура (переходный период) (яп. III. 桜切手(過渡期), англ. III Cherry Blossom Series, Transitional Period)
  - IV. Сакура (зарубежная бумага) (яп. IV. 桜切手(洋紙), англ. IV Cherry Blossom Series, Foreign Paper)
  - V. Птицы (яп. V. 鳥切手, англ. V Bird Stamps)
  - VI. Сакура (другой цвет) (яп. VI 桜切手(改色), англ. VI. Cherry Blossom Series, Changed Colors)
  - VII. Сакура (другой дизайн[en]) (яп. VII 桜切手(図案改正), англ. VII. Cherry Blossom Series, Changed Designs)
- Кобан (яп. 1876-92（明治9-25）小判切手, англ. Koban Series)
- Хризантемы (яп. 1899-1907（明治32-40）菊切手, англ. Chrysanthemum Series)
- Старые большие номиналы (яп. 1908-14（明治41-大正3）旧高額切手, англ. Old High Value Issues)
- Тадзава (яп. 1913-38（大正2-昭和13）田沢型切手, англ. Tazawa Series)
- Гора Фудзи и олень (яп. 1922-37（大正11-昭和12）富士鹿切手, англ. Mt. Fuji & Deer Series)
- Землетрясение (яп. 1923（大正12）震災切手, англ. Earthquake Emergency Issue)
- Новые большие номиналы (яп. 1924-37（大正13-昭和12）新高額切手, англ. New High Value Issue)
- Пейзажи (яп. 1926-37（大正15-昭和12）風景切手, англ. Scenery Series)
- Сёва (яп. 1937-46（昭和12-21）昭和切手, англ. Showa Stamps)
- Выпуск Тайваня (яп. 台湾地方切手, англ. Taiwan Local Issue)
- Новый Сёва (яп. 1946-48（昭和21-23）新昭和切手, англ. New Showa Stamps)
- Профессии (яп. 1948-49（昭和23-24）産業図案切手, англ. Vocational Series)
- Сёва без водяного знака (яп. 1951-52（昭和26-27）昭和すかしなし切手, англ. Showa Unwmkd. Series)
- Животные, растения и национальные сокровища (яп. 1950-65（昭和25-40）動植物国宝図案切手, англ. Animal, Plant, & National Treasure Series)
- Новые животные, растения и национальные сокровища (яп. 1966-89（昭和41-平成1）新動植物国宝図案切手, англ. New Animal, Plant, & National Treasure Series)
- Хэйсэй (яп. 1992-（平成4-）平成切手, англ. Heisei Stamps)
  - Издано Почтой Японии (яп. 日本郵政公社発行, англ. [Published by Japan Post])
  - Издано Японской почтовой компанией (яп. 日本郵便株式会社発行, англ. [Published by Japan Post Co., Ltd.])
- Поздравления, соболезнования и т. д. (яп. 慶弔切手ほか, англ. For Celebration or Condolence, etc.)
  - Издано Почтой Японии (яп. 日本郵政公社発行, англ. [Published by Japan Post])
- Марки с фотографиями, марки в рамках (яп. 写真付き切手・フレーム切手, англ. P-Stamp, Frame Stamp) (префикс номеров PH)
  - Издано Японской почтовой службой (яп. 郵便事業株式会社発行, англ. [Published by Japan Post Service])
  - Издано Японской почтовой компанией (яп. 日本郵便株式会社発行, англ. [Published by Japan Post Co., Ltd.])
- Надписи на полях стандартных марок (вслед за серией «Животные, растения и национальные сокровища») (яп. 銘版つき普通切手リスト(動植物国宝図案切手以降), англ. [Sheet Inscriptions on Definitives (after Animal, Plant, & National Treasure Series)])
- Цветовые метки на полях стандартных марок (яп. カラーマークつき普通切手リスト, англ. [Color Marks on Definitives])
- Авиапочтовые выпуски (яп. 1929-61（昭和4-36）航空切手, англ. Air Mail Stamps) (префикс номеров A)
- Марочные тетрадки (яп. 切手帳, англ. Booklets) (префикс номеров B)
- Коммеморативные марочные тетрадки (яп. 記念切手帳, англ. Commemorative Booklets) (префикс номеров CB)

## Структура устаревших разделов по сериям
Структура устаревших разделов составлена по каталогу «Сакура 1999».

### Военные выпуски
Военные выпуски (яп. 軍事切手, англ. Military Franchise Issue) (префикс номеров M)

### Японская почта за границей
Японская почта за границей (яп. 在外国局切手, англ. Japanese Post Offices Abroad)
- Корея (яп. 〔在朝鮮局〕, англ. Korea, I.J.P.O.) (префикс номеров OK)
- Китай (яп. 〔在中国局〕, англ. China, I.J.P.O.) (префикс номеров OC)

### Разное
Разное (яп. その他の切手類, англ. Miscellaneous)
- Почтово-сберегательная марка (яп. 郵便貯金切手, англ. Postal Saving Stamp) (префикс номеров S)
- Избирательная марка (яп. 選挙切手, англ. Election Stamp) (префикс номеров E)
- Телеграфные марки (яп. 電信切手, англ. Telegraph Stamps) (префикс номеров TE)
- Срочная доставка (при крайней необходимости) (яп. 飛信逓送切手, англ. ⟨Hishin Teiso (for Emergency)⟩) (префикс номеров H)
- Сельскохозяйственная марка (яп. 村送（むらおくり）切手, англ. Tosa Local Stamp) (префикс номеров 1L)
- Марки Сатерленда (яп. サザーランド切手, англ. Sutherland Stamps) (префикс номеров 2L)
- Марки военнопленных лагеря Бандо (яп. 板東収容所切手, англ. BANDO P.O.W. Stamps) (префикс номеров 3L)
- Оккупационные силы британского содружества (яп. 日本占領イギリス連邦軍切手, англ. British Commonwealth Occupation Issues) (префикс номеров O)

### Окинава (Рюкю)
Окинава (Рюкю) (яп. 沖縄切手, англ. Okinava, under U.S. Administration) (номера без префикса)
- Невыпущенные марки (яп. 不発行切手, англ. Unissued) (префикс номеров U)

### Маньчжурия
Маньчжурия (яп. 「満州国」切手, англ. “Manchukuo” Puppet Government) (номера без префикса)
- Почтово-сберегательные марки (яп. 貯金切手, англ. Postal Savings Stamps) (префикс номеров S)
- Невыпущенные марки (яп. 不発行切手, англ. Unissued) (префикс номеров U)
- Марочные тетрадки (яп. 郵便切手帳, англ. Booklets) (префикс номеров B)

### Японские оккупационные выпуски (фрагменты)
Японские оккупационные выпуски (фрагменты) (яп. 南方占領地域切手 (抜粋), англ. Japanese Occupation Issues (fragments))
- Бирма (яп. ビルマ, англ. Burma) (префикс номеров 2B)
- Ява (яп. ジャワ, англ. Java) (префикс номеров 2J)
- Японское военное управление территориями (яп. 海軍民政府, англ. Japanese Naval Control Area) (префикс номеров 11N)
- Суматра (яп. スマトラ, англ. Sumatra) (префикс номеров 15S)
- Малайя (яп. マライ, англ. Malaya) (префикс номеров 9M)
- Филиппины (яп. フィリピン, англ. Philippine Islands) (номера без префикса)
- Северное Борнео (яп. 北ボルネオ, англ. North Borneo) (номера без префикса)
- Гонконг (яп. ホンコン, англ. Hong Kong) (номера без префикса)
- Японская оккупация Китая (фрагменты) (яп. 中国占領地域切手 (抜粋), англ. [Japanese Occupation of China (fragments)])
  - Северный Китай (яп. 華北地区, англ. North China) (префикс номеров 6C)
  - Мэнцзян (яп. 蒙疆地区, англ. Mengkiang) (префикс номеров 7C)
  - Центральный Китай (яп. 華中地区, англ. Central China) (префикс номеров 8C)

### Цельные вещи
Цельные вещи (яп. ステーショナリー, англ. Postal Stationery)
- Стандартные Маркированные почтовые карточки (яп. 〔普通はがき〕, англ. Postal Cards) (префикс номеров PC)
  - 1. Ручная гравировка. Размер 78×163 мм (яп. 1. 手彫（てぼり）はがき 大きさ:78×163ミリ, англ. [1 Etched Cards. Size 78×163 mm])
  - 2. Кобан. Размер 90×142 мм (яп. 2 小判はがき 大きさ:90×142ミリ, англ. [2. Koban Cards. Size 90×142 mm])
  - 3. Хризантемы. Размер 90×140 мм (яп. 3 菊はがき 大きさ:90×140ミリ, англ. [3. Chrysanthemum Cards. Size 90×140 mm])
  - 4. «Разновес». Размер 90×142 мм (яп. 4. 分銅（ふんどう）はがき 大きさ:90×142ミリ, англ. [4 “Weights” Cards. Size 90×142 mm])
  - 5. Землетрясение. Размер 80×130 мм (яп. 5 震災はがき 大きさ:80×130ミリ, англ. [5. Earthquake Emergency Cards. Size 80×130 mm])
  - 6. Кусуноки Масасигэ. Размер 90×140 мм (яп. 6. 楠公（なんこう）はがき 大きさ:90×140ミリ, англ. [6 Kusunoki Masashige Cards. Size 90×140 mm])
  - 6A. Маленький Кусуноки Масасигэ. Размер 70×120 мм (яп. 6A. 小型楠公はがき 大きさ:70×120ミリ, англ. [6A Little Kusunoki Masashige Cards. Size 70×120 mm])
  - 7. Сакура. Размер 90×140 мм (яп. 7. 桜はがき 大きさ:90×140ミリ, англ. [7 Cherry blossom Cards. Size 90×140 mm])
  - 8. Рис. Размер 90×140 мм (яп. 8. 稲束はがき 大きさ:90×140ミリ, англ. [8 Rice Cards. Size 90×140 mm])
  - 9. Здание парламента Японии. Размер 90×140 мм (яп. 9. 議事堂はがき 大きさ:90×140ミリ, англ. [9 National Diet Building Cards. Size 90×140 mm])
  - 10. Юмэдоно (яп. 10. 夢殿（ゆめどの）はがき, англ. [10 Yumedono Cards])
  - 11. Летающие мифологические существа. Размер 100×148 мм (яп. 11. 飛天はがき 大きさ:100×148ミリ, англ. [11 Flying Mythological Creatures Cards. Size 100×148 mm])
  - 12. Глиняная посуда. Размер 100×148 мм (яп. 12. 土器はがき 大きさ:100×148ミリ, англ. [12 Earthenware Cards. Size 100×148 mm])
  - 13. Станционный колокольчик. Размер 100×148 мм (яп. 13. 駅鈴はがき 大きさ:100×148ミリ, англ. [13 Station Bell Cards. Size 100×148 mm])
  - 14. Бодхисаттва. Размер 100×148 мм (яп. 14. 麻布菩薩はがき 大きさ:100×148ミリ, англ. [14 Bodhisattva Cards. Size 100×148 mm])
  - 15. Китайский феникс. Размер 100×148 мм (яп. 15. 鳳凰はがき 大きさ:100×148ミリ, англ. [15 Fenghuang Cards. Size 100×148 mm])
  - 16. Колокольня. Размер 100×148 мм (яп. 16. 鐘楼はがき 大きさ:100×148ミリ, англ. [16 Bell Tower Cards. Size 100×148 mm])
  - 17. Старая мандаринка. Размер 100×148 мм (яп. 17. 旧オシドリはがき 大きさ:100×148ミリ, англ. [17 Old Mandarin Duck Cards. Size 100×148 mm])
  - 18. Крылатый конь. Размер 100×148 мм (яп. 18. 天馬はがき 大きさ:100×148ミリ, англ. [18 Flying Horse Cards. Size 100×148 mm])
  - 19. Новая мандаринка. Размер 100×148 мм (яп. 19. 新オシドリはがき 大きさ:100×148ミリ, англ. [19 New Mandarin Duck Cards. Size 100×148 mm])
  - 20. Веер. Размер 100×148 мм (яп. 20. 扇面はがき 大きさ:100×148ミリ, англ. [20 Hand Fan. Size 100×148 mm])
- Международные почтовые карточки (яп. 〔外信用はがき〕, англ. International Mail Postal Cards) (префикс номеров FC)
- Коммеморативные почтовые карточки (яп. 〔記念・特殊はがき〕, англ. Commemorative Postal Cards) (префикс номеров CC)
- Новогодние почтовые карточки (яп. 〔年賀はがき〕, англ. New Year's Postal Cards) (префикс номеров NC)
- Сезонные поздравительные почтовые карточки (яп. 〔季節見舞はがき〕, англ. Season Greeting Postal Cards) (префикс номеров SG)
- Почтовые карточки Синей птицы (яп. 〔青い鳥はがき〕, англ. Blue Bird Postal Cards) (префикс номеров BC)
- Почта сердца (яп. 〔はあとめーる〕, англ. Heart Mail) (префикс номеров HC)
- Разное (яп. その他の官製はがき, англ. Miscellaneous) (номеров нет)
  - Реклама (эхо-карточки) (яп. 広告つきはがき（エコーはがき）, англ. [Postal Cards with Advertisements])
  - Художественные почтовые карточки (яп. 絵入リはがき, англ. [Picture Postal Cards])
  - Художественные почтовые карточки префектур (яп. ふるさと絵はがき, англ. [Prefecture Postal Cards])
- Маркированные конверты (яп. 〔切手つき封筒〕, англ. Stamped Envelopes) (префикс номеров SE)
- Почтовые листы (яп. 〔封緘はがき〕, англ. Letter Sheets) (префикс номеров LS)
- Аэрограммы (яп. 〔航空書簡〕, англ. Aerogrammes) (префикс номеров AR)
- Посылочные почтовые карточки (яп. 〔小包はがき〕, англ. Cards for Parcel Post) (префикс номеров PP)
- Бандероли (яп. 〔郵便帯紙〕, англ. Wrappers) (префикс номеров WR)
- Офисная почта (яп. 〔事務用はがき〕, англ. For Official Mail) (префикс номеров OS)
- Прогноз погоды (яп. 〔気象報告帯紙〕, англ. Weather Reports) (префикс номеров OW)
- Полевая почта (яп. 〔軍事郵便はがき〕, англ. For Military Post) (префикс номеров MC)
- Почта за границей (яп. 〔在外局発行〕, англ. Post Offices Abroad)
  - 1. Китай (надпечатка 支那) (яп. 1 在中国局（〈支那〉加刷）, англ. 1. “For Use in China” Ovpt. Issue) (префикс номеров ZC)
  - 2. Издательство Канто (Южно-Маньчжурская железная дорога) (яп. 2. 関東庁発行（南満州鉄道付属地使用）, англ. 2 South Manchuria Railway Zone) (префикс номеров ZK)
- Провизории Тайваня и Кореи (яп. 〔旧植民地発行〕, англ. Taiwan and Korea Provisionals)
  - 1. Провизорий Тайваня (Тайваньский Кусуноки Масасигэ) (яп. 1. 台湾総督府発行（台湾楠公）, англ. 1 Taiwan Provisional Issue) (префикс номеров LF)
  - 2. Провизорий Кореи (Корейский Кусуноки Масасигэ) (яп. 2. 朝鮮総督府発行（朝鮮楠公）, англ. 2 Korean Provisional Issue) (префикс номеров LK)

## Структура дополнительных разделов по сериям
- Некоторые гашения типа «гребень» (яп. 櫛型日付印の見わけ方, англ. [Some “Comb” Type Cancellations]) (например, «Сакура 1983») (номера без префикса)[1]
  - I. Основная японская почта (яп. I. 国内一般局, англ. I [Main Japanese Mail])
    - 1. Внутренняя почта (яп. 1. 国内用和文印, англ. 1 [Inland Mail])
    - 2. Непочтовые маркировки (яп. 2. 国内用非郵便印, англ. 2 [Non-Mail Mark])
    - 3. Авиаперевозки (яп. 3. 国内用のその便の印, англ. 3 [Air Cargo])
    - 4. Заграничная почта (яп. 4. 外国用欧文印, англ. 4 [Foreign Mail])

  - II. Специальная и полевая почта (яп. II. 国内特殊局と軍事局, англ. II [Special and Military Mail])
    - 1. Железнодорожная почта (яп. 1. 鉄道郵便局, англ. 1 [Railway Mail Service])
    - 2. Морская почта[англ.] (яп. 2. 船内郵便局, англ. 2 [Seapost Service])
    - 3. Полевая почта (яп. 3. 軍事郵便局, англ. 3 [Military Mail])

  - III. Колонии (яп. III. 旧植民地, англ. III [Colonies])
    - 1. Корея (яп. 1. 朝鮮, англ. 1 [Korea])
    - 2. Тайвань (яп. 2. 台湾, англ. 2 [Taiwan])
    - 3. Квантунская область и Южно-Маньчжурская железная дорога (яп. 3. 関東州・南満州鉄道付属地, англ. 3 [Kwantung and South Manchuria Railway])
    - 4. Сахалин (яп. 4. 樺太, англ. 4 [Sakhalin])
    - 5. Шаньдунский полуостров (яп. 5. 山東半島, англ. 5 [Shandong Peninsula])
    - 6. Южный Тихоокеанский мандат (яп. 6. 南洋諸島, англ. 6 [South Pacific Mandate])

  - IV. Японская почта в Китае (яп. IV. 在中国日本局, англ. IV [Japan Office in China])

- Почтовая предоплата (яп. ふみ力ード（郵便用プリペイド・力ード）, англ. Pre-Paid Card for Postage) (с «Сакуры 1990» по «Сакуру 1992») (префикс номеров PP)[13]
  - Национальные газеты (яп. 〔全国版〕, англ. [National Newspaper Pre-Paid Card])
  - Местные газеты (яп. 〔地方版〕, англ. [Local Newspaper Pre-Paid Card])

- Оригинальные филателистические материалы Филателистического общества Японии (яп. JPS郵便活動マテリアル, англ. JPS Original Philatelic Materials) (с «Сакуры 1989» по «Сакуру 1999» или позже) (префикс номеров JUP)[12]
  - Анонс (яп. 〔フォアランナー〕, англ. [Announcement])
  - U-карта (яп. 〔ゆうぺーン〕, англ. [U-Card])
  - Эхо-карточки (реклама) (яп. 〔エコーはがき〕, англ. [Postal Cards with Advertisements]) (префикс номеров JEC)
  - Карты предоплаты (Фуми карты) (яп. 〔ふみカード〕, англ. [Stored-Value Cards (Fumi Cards)]) (префикс номеров JPP)

## Небольшие добавления
- Краткое описание каталога на английском (англ. Notices) (с «Сакуры 1979» по «Сакуру 1994»)[1]
- Филателистические термины (яп. 郵趣用語, англ. [Philatelic Terms]) (c «Сакуры 1992» по, возможно, «Сакуру 1994»)[13][2]
  - Названия блоков и частей марок (яп. 切手を構成する各部と切手の形の名称, англ. [Blocks and Stamp Parts Names])
  - Отмывка использованных марок (яп. 使用済切手を作るための「水はがし」のやり方, англ. [“Soaking” of Used Stamps])
  - Кляссер (яп. 切手を差しこむだけで保存OKの便利なストックブック。その使い方の工夫, англ. [Stockbook])
  - Коллекционирование дефинитивов/Марки, штемпели и блоки (яп. 変化に富む普通切手のコレクション/切手・消印とも、その形にも注目, англ. [Definitives Collecting/Stamps, Postmarks and Blocks])
  - Наклейка (яп. 切手を台紙にはるヒンジの使い方, англ. [Stamp Hinge])
  - Свободная тема/Легко собирать тему (яп. 自由なテーマで楽しむコレクション/テーマを決めると集めやすい, англ. [Free Theme/Easy to Assemble Theme])
  - Разновидности (яп. 定常変種はなぜおもテしろい, англ. [Errors])
- Избранное (яп. 特集, англ. [Favorites]) (например, «Сакура 1999»)[12]
  - 1/Иллюстрированный глоссарий (яп. 1/図解切手収集用語集, англ. 1/[Depicted Glossary])
  - 2/Ограниченные выпуски, штрихкоды и штемпели (яп. 2/限定的発売、バーコードと額面印字, англ. 2/[Limited Issues, Barcodes and Postmarks])
  - 3/Использование почты (яп. 3/切手を生かした郵便物を作る, англ. 3/[Post Using])
- Справочная таблица старой и новой нумерации каталога (яп. 新旧カタログ番号対照表, англ. [Reference Table of Old and New Catalog Number]) («Сакура 1999»)[12]
- Образцы качества марок ручной гравировки (яп. 解説 手彫切手を集めるときのコンデイシヨンの基準, англ. [Quality Examples of Hand-Engraved (Etched) Stamps]) (например, «Сакура 1999»)[12]
- Официальные сведения (яп. 郵便便利帳, англ. [Official Data]) (например, «Сакура 1999»)[12]
  - 1/Почтовый сбор (яп. 1/国内郵便料金早見表, англ. 1/[Postage Rates])
  - 2/Заказные почтовые отправления (яп. 2/書留、簡易書留、配達記録, англ. 2/[Registered mails])
  - 3/Индекс + адрес: 7 + 14 (яп. 3/郵便番号7ケタ+14ケタの住所, англ. 3/[Postal Code + Address: 7 + 14])
- Список соответствия старой и новой нумерации марок (яп. 〔新・旧切手番号対応ー覧表〕, англ. [Correspondence List of Old and New Stamp Number]) («Сакура 1991»)[14]
- Линейный зубцемер (яп. ライン式目打ゲ一ジ, англ. [Line Perforation Gauge]) (с «Сакуры 1967» по «Сакуру 1988»)[1]